# Institute for Policy Studies
L'Institute for Policy Studies (IPS) est un think tank (ou « laboratoire d'idées ») basé à Washington.
Il a été fondé en 1963 par d'anciens membres de l'administration Kennedy, Marcus Raskin (en) et Richard Barnet (en). John Cavanagh (en) en est son directeur depuis 1998.